# Jucheon-myeon, Yeongwol-gun
Jucheon-myeon (koreanska: 주천면) är en socken i Sydkorea. Den ligger i kommunen Yeongwol-gun i provinsen Gangwon, i den centrala delen av landet, 120 km sydost om huvudstaden Seoul.